# 破天航路
破天航路（はてんこうろ）は殺陣、日本舞踊、ダンスなどの身体表現とロックバンドが融合したパフォーマンス集団。

## 概要
2016年より活動を開始。国内外を問わずライブを行なっている。
日本の伝統芸能についての知識が乏しい人でも純粋に楽しめるような舞台を作るというコンセプトで活動している。

## メンバー
慈五郎
体現班。殺陣をメインとしたパフォーマー。メンバーカラーは 紅葉色 。
また、劇団THE☆JACABAL’Sの主催を務める。
NatsunA
体現班。殺陣、ダンスをメインとしたパフォーマー。メンバーカラーは 薔薇色 。
竹本洋平
体現班。殺陣、ダンス、日本舞踊をメインとしたパフォーマー。メンバーカラーは 浅葱色 。
花ノ本以津輝
体現班。日本舞踊をメインとしたパフォーマー。また、歌唱も担当。メンバーカラーは 瑠璃紺 。
日本舞踊花ノ本流の師範。
小松雅樹
体現班。殺陣をメインとしたパフォーマー。メンバーカラーは ビリジアン 。
パフォーマンスに使用する武器の作成も行う。
水野樹里
楽器班。ヴァイオリン担当。メンバーカラーは 紅桔梗 。
2019年12月より破天航路に正式加入。
坂田善也
楽器班。ギター担当。また、作曲も行う。メンバーカラーは 金糸雀色 。
遠藤勝彦
楽器班。ドラム担当。メンバーカラーは 萌黄色 。
SADA
破天航路のリーダー。楽器班。ベース担当。また、作曲も行う。メンバーカラーは 紅色 。

### 元メンバー
梶原圭恵
楽器班。ヴァイオリン担当。

## 主要なライブ
- 渋谷和音祭 初日（2016年3月、渋谷TAKE OFF7）- デビューライブ
- 東京コミコン（2016年12月）
- SAWAGI!!（2016年12月、吉祥寺STAR PINE'S CAFE）
- Japan Expo（2017年7月、フランス）
- SAWAGI vol.2（2017年10月、吉祥寺STAR PINE'S CAFE）
- 東京コミコン（2017年12月）
- 牛若 -USHIWAKA-（2018年4月、浅草六区ゆめまち劇場）
- Hyper Japan（2018年7月、イギリス）
- 烏鎮演劇祭（2018年10月、中国）
- SAWAGI vol3 （2018年12月、吉祥寺STAR PINE'S CAFE）
- Japan Day（2019年、ニュージーランド）
- 第10回 ⻑宗我部フェス（2019年5月、高知県）
- 国際⽂化交流慈善事業（2019年6月、タイ）
- 烏鎮演劇祭（2019年10月、中国）
- 東京コミコン（2019年11月）
- SPLORE（2020年3月、ニュージーランド）
- SAWAGI vol.4（2019年12月）
- 東京コミコン（2020年12月）
- 第12回 ⻑宗我部フェス（2021年11月、高知県）

## 楽曲提供
- プレミアムよさこい　PR動画（2021年7月）
- 舞台　学校の七不思議（2020年6月）